# 玉燕堂
玉燕堂，俗称张厅,位于中国江苏省昆山市周庄镇北市街南首，由明中山王徐达之弟徐孟清后裔始建于明正统年间（1436—1450年），清初卖给张姓人家。
玉燕堂是保存完好的明代民居，坐东朝西，门前临街面河，同时箸泾也穿过住宅和后花园，形成“桥从门前进，船自家中过”的特色。整个建筑群共有房屋70间，建筑面积1884平方米，前后五进，包括第一进门厅、第二进轿厅、第三进正厅“玉燕堂”、第四进堂楼。正厅南侧长达20米的备弄，架在箸泾之上，可连通堂楼与花厅。
玉燕堂在1995年公布为江苏省文物保护单位，2013年被列为全国重点文物保护单位。